# بيلايا ريتشكا
بيلايا ريتشكا (بالروسية: Белая Речка) هي مدينة في مقاطعة فلاديمير أوبلاست في روسيا. يبلغ عدد سكانها حوالي 2538 نسمة.